# Очень русский детектив
«Очень русский детектив» — фильм производства «EGO Production», первый полнометражный фильм режиссёра Кирилла Папакуля. Съёмки проходили в США с 21 октября 2007 года по 3 апреля 2008 года. Премьера в кино состоялось 23 ноября 2008 года.
Слоган фильма: «Тридцать три буквы. Тридцать три жизни. Два героя».

## Сюжет
Фильм состоит из трёх частей. Основой сюжетной линии является расследование выходящим в отставку полицейским Джонни Уокером убийства его напарника. Но в процессе расследования оказывается, что это убийство одно из многих в серии убийств, а также выясняется, что убийца выбирает орудия убийств по русскому алфавиту.
В первых двух частях в качестве основы используется сюжет фильма «Семь», в третьей — сюжет романа «Десять негритят».

### Часть 1 («Однажды в Америке»)
США, город New-Urok (Нью-Урок). Детектив Джонни Уокер справляет день рождения своего друга Напар Ника. Но полицейские Рамирес и Моника вскоре узнают, что Напар Ник исчез; начались его поиски. Его находят в дальней стороне парка мёртвым с арбузом на голове.
После похорон Ника Джонни присылают нового напарника — более молодого, неопытного и рьяного Брета Пидда (намёк на Брэда Питта).
Джонни находит на месте убийства Напар Ника улику — пуховое перо, которое впоследствии будет находиться на местах всех убийств. Вскоре происходят ещё три убийства: жертв убивают бензопилой, волынкой и граблями. А после ещё трёх убийств (деревом, елью и ёлкой) Джонни понимает, что орудия убийств следуют согласно буквам русского алфавита, который он вспоминает благодаря своей бабушке (в детстве она ему очень часто читала его на ночь). В этот момент появляются агенты ФБР Малда и Сканнер (намёк на Малдера и Скалли) и пытаются забрать дело Джонни себе, но у них ничего не выходит.
После ещё трёх убийств Джонни и Брет пытаются схватить убийцу на заброшенном йодовом заводе, но не успевают за ним и упускают его, причём эта погоня чуть не стоила Джонни жизни, а очередная жертва «Пернатого маньяка» погибает. Серия убийств продолжается.

### Часть 2 («Старикам тут не место»)
Вскоре в числе подозреваемых оказывается таинственная мать-настоятельница Снежана, которая, прежде чем уйти в монастырь, переспала с 33 людьми (копила на свой первый порнофильм). Она сознаётся, что не помнит имя 33-го человека, но именно он отец её дочери-монашки. Джонни понимает, что это его дочь… Но снова появляются неугомонные и непутёвые Малда и Сканнер и арестовывают Снежану.
Джонни выходит на пенсию, уходит из полиции и начинает пить в «Баре уволенных копов». Брет приходит успокоить Джонни, но в итоге Джонни спьяну чуть не убивает его.

### Часть 3 («Никто не хотел умирать»; такое название произносит голос за кадром, при этом название на экране - «Apocalypse Now»)
Джонни решает пригласить всех оставшихся в живых людей, которые спали со Снежаной, под предлогом, что все они якобы являются дальними родственниками и наследниками миллионера Шандора Ракоцицицика. Соответственно, сам Джонни — 33-й, и он тоже может быть убит. Среди любовников Снежаны оказались военный, фокусник, фанатка, фермер и его сын, растаман, таксист восточного происхождения, очкарик-ботаник, спортсмен и доктор.
Снова происходят убийства: сначала погиб растаман. Военный возглавляет остальных оставшихся, решает, что убийца — Джонни, и связывает его. Потом Джонни рассказывает, что на самом деле происходит. Каждый из бывших любовников Снежаны узнал её, и каждый со временем погибает. Становится понятно, что тот, кто останется с детективом, и есть убийца.
В итоге остаются Доктор и Джонни. С криком друг на друга «Так это ты!» они дерутся, но вскоре доктор погибает.
Джонни узнаёт, что убийца — доставщик пиццы. Он убивает Джонни ножом и говорит ему, что никаких улик, загадок и уловок нет — он простой русский маньяк, который ненавидит американцев, пуховые перья на местах убийств — это перья из дырки в его пуховике, а о том, что все орудия его убийств по порядку русского алфавита, он даже не догадывался. Внезапно появляется Брет Пидд и убивает маньяка. Джонни рассказывает всё напарнику и умирает у него на руках.

### Эпилог
Год спустя Брет Пидд (уже не новичок, а опытный полицейский) приходит на могилу к Джонни со всей своей семьей (в том числе и дочерью Джонни, которую тот перед смертью попросил Брета взять на воспитание). Закурив одну «мужскую» сигарету, Брет вспомнил, как когда-то он и Джонни сидели у окна и разговаривали по душам. После ностальгии Брет оставляет последнюю сигарету в пачке на могильной плите Джонни, застреливает двух стервятников на дереве, показывает средний палец орущему русскому мужику с балкона и уходит обратно в город со своей семьей.
Далее во время титров на основе 3D-графики жертвы маньяка во главе с Джонни вылезают из могил и танцуют под remix-версию песенки Владимира Шаинского «АБВГДейка» в обработке DJ Paul Oakenfold.

## В ролях
- Юрий Стоянов — Джонни Уокер
- Максим Коновалов — Брет Пидд
- Михаил Шац — криминалист
- Вадим Галыгин — Яцек Гробовски, патологоанатом
- Александр Семчев — шеф полиции
- Ольга Тумайкина — Малда
- Александр Олешко — Сканнер
- Таир Мамедов — С. П. Рамирес, младший полицейский
- Лариса Баранова — Моника Л. П., сотрудница Рамиреса
- Наталья Андрейченко — Снежана, мать-настоятельница
- Алексей Дедов — полицейский № 1
- Владис Гольк — полицейский № 2
- Татьяна Киртбая — бабушка
- Лера Кудрявцева — уборщица в участке
- Кирилл Папакуль — свидетель-наркоман
- Андрей Кайков — священник
- Евгений Воскресенский — фокусник
- Алексей Ошурков — военный
- Евгений Кулаков — очкарик-ботаник
- Евгений Герчаков — доктор
- Юлия Беретта — фанатка
- Егор Алексеев — растаман
- Борис Эстрин — фермер-отец
- Евгений Косырёв — фермер-сын
- Алексей Дмитриев — спортсмен
- Хаджимурат Набиев — таксист
- Брюс Хлебников — порноактёр
- Александр Пашковский — хозяин собаки
- Андрей Балякин — Напар Ник
- Елена Новикова — вдова Напар Ника
- Владимир Фенченко — бармен в баре копов
- Дмитрий Брекоткин — доставщик пиццы, он же маньяк-убийца
- Ангелина Миримская — монашка, дочь Джонни
- Андрей Гаврилов — голос за кадром

## Убийства
| Орудие убийства | Способ убийства | Буква | Жертва                        |
| --------------- | --- | ----- | ----------------------------- |
| Арбуз           | Жертве на голову роняют арбуз | А     | Напарник Джонни               |
| Бензопила       | Жертву избивают бензопилой | Б     | неизв.                        |
| Волынка         | Жертве внутрь засовывают волынку так, чтобы трубочки торчали и на ней можно было играть | В     | Гей                           |
| Грабли          | Маньяк сцепляет двое граблей за ручки и, когда жертва наступила на грабли, в её лоб втыкаются острие других граблей | Г     | Хозяин собаки                 |
| Дерево          | В фильме не объясняется, но на фотографии видно, что жертву придавило деревом | Д     | неизв.                        |
| Ель             | В фильме не объясняется, но на фотографии видно, что жертва пробила ствол ели | Е     | неизв.                        |
| Ёлка            | В фильме не объясняется, но на фотографии видно, что жертву насадили на ёлку | Ё     | Мужчина в костюме Деда Мороза |
| Жалюзи          | Жертву душат закрытые маньяком жалюзи | Ж     | Порноактёр                    |
| Зонт            | В фильме не объясняется, но показывается человек, у которого во рту открылся зонт | З     | неизв.                        |
| Игорь           | На жертву с небоскрёба падает находящийся в коме Игорь так, что ноги жертвы пробивают асфальт | И     | Друг Игоря                    |
| Йод             | Жертву топят в йоде | Й     | Рабочий йодовой фабрики       |
| Комбайн         | Жертву сбивают комбайном | К     | неизв.                        |
| Лампочка        | Когда детективы входят в помещение, они видят человека, зубами повисшего на лампочке. Когда они включают свет, происходит замыкание | Л     | неизв.                        |
| Мышеловка       | Когда детективы входят в помещение, они видят человека, который попал в гигантскую мышеловку, пытаясь добраться до находящегося там рулона туалетной бумаги (в руке трупа была зажата опустевшая банка слабительного)                                                        | М     | неизв.                        |
| Носки           | Когда детективы входят в помещение, они видят человека, обвешанного носками, над которыми кружатся мухи | Н     | Рабочий прачечной             |
| Обои            | Труп был обклеен обоями | О     | «Задолицый» человек           |
| Пылесос         | Маньяк по частям засасывает жертву в пылесос | П     | неизв.                        |
| Розы            | Сквозь человека было пророщено несколько десятков роз | Р     | Видимо, жених                 |
| Скотч           | Маньяк полностью обклеивает жертву скотчем в несколько слоёв и пускает по транспортёру (ассоциируя его с багажом, который часто обклеивают скотчем) | С     | неизв.                        |
| Тиски           | В фильме не объясняется, хотя в поле камеры попадает фотография, на которой изображено сжатая тисками голова жертвы | Т     | неизв.                        |
| Утюг            | В фильме не объясняется, хотя показывается фотография с абсолютно плоским трупом, лежащим на гладильной доске | У     | неизв.                        |
| Флаг            | В жертву втыкают флагшток | Ф     | неизв.                        |
| Холодильник     | На жертву падает холодильник | Х     | Растаман                      |
| Циркуль         | В жертву втыкают большой циркуль (он бежит по залу, а затем падает) | Ц     | Таксист                       |
| Чемодан         | Труп очередной жертвы обнаруживают в чемодане | Ч     | Фокусник                      |
| Штопор          | В череп жертве ввинчивается штопор | Ш     | Военный                       |
| Щекотка         | Жертву щекочут до смерти с помощью щётки | Щ     | Фермер-отец                   |
| Мягкий знак     | В жертву втыкают эластичный, легко гнущийся (мягкий) знак парковки (к тому же Р (знак парковки) — перевёрнутый мягкий знак) | Ь     | Фермер-сын                    |
| Дырка в полу    | Жертва проваливается в дырку в полу в форме буквы «Ь». Фанатка наступает на гнилую доску, тем самым доделывая композицию (сверху дыра выглядит как буква «Ы») | Ы     | Спортсмен                     |
| Твёрдый знак    | В жертву втыкают знак «Стоп» («кирпич»), который, в отличие от мягкого знака, не имеет гибкости (твёрдый знак) | Ъ     | Фанатка                       |
| Энциклопедия    | На жертву сваливается бесчисленное количество томов энциклопедии | Э     | Очкарик-ботаник               |
| Юла             | В жертву втыкают юлу | Ю     | Доктор                        |
| Нож             | Маньяк убивает последнюю жертву (самого Джонни) ножом. Когда ещё живой Джонни пытается связать это с алфавитом, маньяк объясняет, что совпадения порядка применения орудий с алфавитом и списка убитых со списком сексуальных партнёров матери-настоятельницы было случайным | Я     | Джонни                        |

## Прокат и отзывы
Как отмечают критики[кто?], фильм провалился в прокате.
Автор сценария и продюсер фильма, В. Галыгин, так отвечал на вопрос о причинах провала:
Во-первых, вышли с картиной «в хвост Бондиане»… встали в шлейф картины, которую выпустил «Камеди клаб продашн» («Самый лучший фильм»). Я катался со своей картиной по городам-миллионникам, и меня спрашивали: «Ваш фильм такое же г…но, как „Самый лучший фильм“?» Я отвечал: «Это другое г…о. Посмотрите, пожалуйста». В-третьих, в день премьеры на большей части России было объявлено штормовое предупреждение.
Он также отметил, что гордится этим фильмом, и Юрий Стоянов, исполнивший главную роль в фильме, остался доволен этим опытом.
Рецензент Светлана Степнова отмечает хорошо выстроенный сюжет, малое (по сравнению с «конкурентами») количество «сортирных шуток», обилие пародий и ссылок на американские фильмы и хорошую игру Юрия Стоянова. В качестве базовой мишени для острот, по её словам, авторы фильма выбрали картину «Обещание», а роль Юрия Стоянова является пародией на типаж сыщика, воплощенный Джеком Николсоном. Степнова также указывает, что недостатком фильма является сама идея пародирования голливудских фильмов и малое количество «по-настоящему смешных шуток».
В 2008 году фильм номинировался на премию «Серебряная Калоша-13» в номинации «Массаракш года, или Кино не тонет».